# Werner Heim (Biologe)
Werner Heim (* 14. Februar 1908 in Mönsheim; † 2. Oktober 1978 in Heilbronn) war ein deutscher Biologe, Lehrer und Heimatforscher. Nebenamtlich leitete er von 1960 bis 1977 das Historische Museum in Heilbronn, dessen Umformung zu den Städtischen Museen Heilbronn im Jahr 1979 er zwar in die Wege geleitet, aber nicht mehr erlebt hat.

## Leben
Heim wurde als Sohn des Oberlehrers Paul Heim geboren und verbrachte seine Jugend und Schulzeit in Heilbronn, wo er 1927 seine Reifeprüfung machte. Das Studium der Naturwissenschaften schloss er 1934 mit der Promotion zum Dr. rer. tech. (Doktor der Technischen Wissenschaften, rerum technicarium) ab. Seine Dissertation Über die Rachensäcke der Characiniden und über verwandte akzessorische Organe bei anderen Teleosteern entstand aus seiner Arbeit im zoologischen Laboratorium der Technischen Hochschule Stuttgart bei Max Rauther. Ab dem Frühjahr 1935 befand er sich als Studienassessor in seiner Heimatstadt Heilbronn. Im Anschluss daran wurde Heim Biologielehrer am Elly-Heuss-Knapp-Gymnasium Heilbronn. Als Kreisbeauftragter für Naturschutz und Landschaftspflege engagierte Heim sich in den 1950er Jahren entscheidend für die Schaffung geschützter Landschaftsteile.
1955 gründete er gemeinsam mit Stadtarchivar Gerhard Heß und seiner Ehefrau Doris Heim die heimatgeschichtliche Beilage Schwaben und Franken, die in der Tageszeitung Heilbronner Stimme erschien und in der Heim bis 1978 insgesamt 84 Aufsätze veröffentlichte. 1959 wurde Heim stellvertretender Vorsitzender des Historischen Vereins Heilbronn, in dessen Jahrbüchern viele seiner Aufsätze erschienen.
Zum 1. Oktober 1960 übernahm Heim als Nachfolger des verstorbenen Wilhelm Mattes nebenamtlich die Leitung des Historischen Museums in Heilbronn. Wie sein Vorgänger bemühte auch er sich, die Lücken zu schließen, die der Zweite Weltkrieg mit dem Luftangriff auf Heilbronn in die Sammlungen des Museums gerissen hatte. Der Schwerpunkt seiner Ankäufe lag im Bereich der Stadtgeschichte. Er ließ 1964 das Altstadtmodell von Karl Wiegand bauen, erwarb Modelle des alten Heilbronn, Neckarschiff-Modelle, Porzellan, Zinnobjekte, Waagen und Gewichte und vieles mehr. Er intensivierte den Ausstellungsbetrieb des Museums und nutzte dafür auch Flächen im Heilbronner Rathaus, im Schießhaus oder im Konzert- und Kongresszentrum Harmonie. Am 1. Juli 1977 wurde Heim als Museumsleiter verabschiedet; sein am selben Tag eingesetzter Nachfolger, der Kunsthistoriker Andreas Pfeiffer, war der erste hauptamtliche Leiter der Städtischen Museen Heilbronn. Mit Pfeiffer vollzog sich dann ein Schwerpunktwechsel auf Kunst, vor allem auf Skulpturen.

## Ehrungen
Im Jahre 1977 erhielt Heim die Goldene Münze der Stadt Heilbronn. Grund für die Ehrung war sein Engagement für die Heimatkunde. „Wissen“ und „Liebe“ zur Heimat werden ihm zugeschrieben, wodurch er ein „Aufhellung“ der Heimatforschung erreichte. Die Unterbringung des Historischen Museums Heilbronn in den Heilbronner Deutschhof wird auch ihm zugeschrieben:

„Mit dem Wissen um die großen Zusammenhänge und die Liebe zu den lokalen Einzelheiten prägte er wesentlich die wissenschaftliche Heimatkunde von Heilbronn und des Unterlandes [so ] erlebte er als Krönung seines Werkes  … den Einzug [des histor. Museums] in den Deutschhof-Neubau … „In Anerkennung für sein Wirken zur Aufhellung der Heimatkunde des Heilbronner Raums““

Die RNZ beschreibt Heims Einsatz für ein Museum, das allen Menschen der Region offensteht:

„Die ganze Region Heilbronn trauert um einen verdienten Förderer des Heilbronner Museums … Ihm war vor allem zu verdanken, daß sein Nachfolger … ideale Bedingungen vorfand, um ein Museum zu präsentieren, das allen Bevölkerungskreisen zugängig gemacht werden kann. Werner Heim hatte dazu die Vorarbeit geleistet. Heim wurde deshalb auch kurz vor seinem Tod von der Stadt Heilbronn die Goldene Münze der Stadt Heilbronn verliehen.“

## Publikationen (Auswahl)
- Über die Rachensäcke der Characiniden und über verwandte akzessorische Organe bei anderen Teleosteern. In: M. Hartmann [Berlin-Dahlem], R. Hesse [Berlin]. Verlag von Gustav Fischer [Jena]; Abt. f. Anatomie, begründet von J. W. Spengel (Hrsg.): Zoologische Jahrbücher. Band 60. Lippert & Co. GmbH, Naumburg (Saale) 1935, S. 61–106 (Von der Technischen Hochschule Stuttgart zur Erlangung der Würde eines Dr. rer. techn. genehmigte Dissertation vorgelegt von Studienassessor Werner Heim aus Heilbronn N. 1935).
- Die Ortswüstungen des Kreises Heilbronn. In: Historischer Verein Heilbronn. 22. Veröffentlichung. Heilbronn 1957.
- St. Michael und St. Kilian. In: Historischer Verein Heilbronn. Band 23, 1960, S. 47–56.
- Das Kloster Mariental. In: Historischer Verein Heilbronn. Band 24, 1963, S. 37–44.
- Der älteste Heilbronner Markt. In: Schwaben und Franken. Heimatgeschichtliche Beilage der Heilbronner Stimme. 9. Jahrgang, Nr. 3. Verlag Heilbronner Stimme, Heilbronn 30. März 1963, S. 1–2.
- Ein mittelalterlicher Markt in Heilbronn. In: Schwaben und Franken. Heimatgeschichtliche Beilage der Heilbronner Stimme. 10. Jahrgang, Nr. 7. Verlag Heilbronner Stimme, Heilbronn 1964, S. 1–2.
- Steingewordene Geschichte. In: Schwaben und Franken. Heimatgeschichtliche Beilage der Heilbronner Stimme. 11. Jahrgang, Nr. 11. Verlag Heilbronner Stimme, Heilbronn 1965, S. I–II.
- Die Entwicklung Heilbronns zur Stadt - Neue Ergebnisse der topographischen Erforschung des Stadtkerns. In: Historischer Verein Heilbronn. Band 25, 1966, S. 51–73.
- Die drei Heilbronner Fluren. In: Schwaben und Franken. Heimatgeschichtliche Beilage der Heilbronner Stimme. 13. Jahrgang, Nr. 5. Verlag Heilbronner Stimme, Heilbronn 1967, S. I–III.
- Heilbronn, die Stadt zur Biedermeierzeit. 36 Lithographien der Gebrüder Wolff. Verlagsanstalt Heilbronn, Heilbronn 1970 (Reihe über Heilbronn; 4).